# Vrókastro

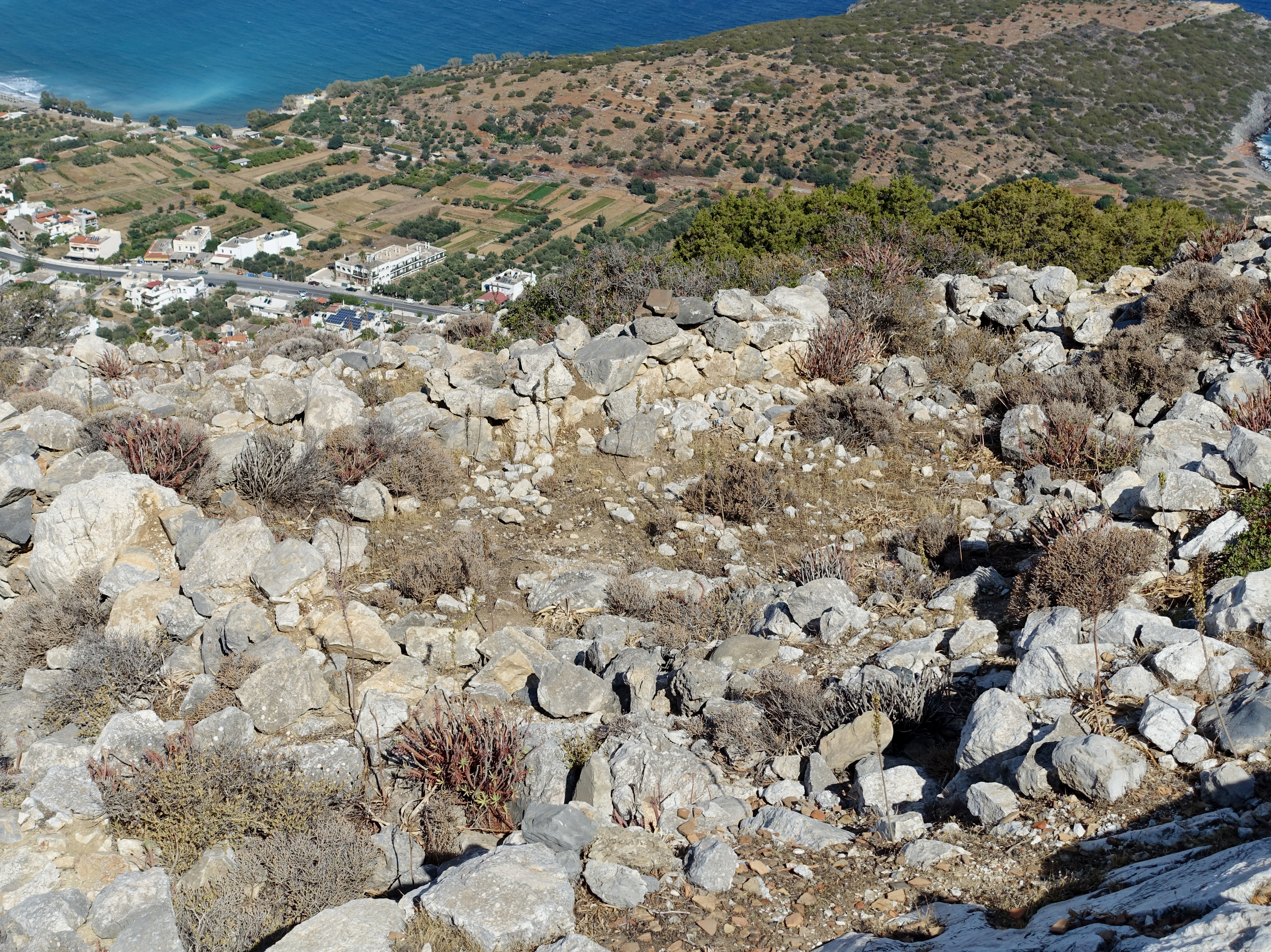
Restes de l'assentament minoic de Vrókastro

Vrókastro (en grec, Βρόκαστρο) és un jaciment arqueològic de Grècia situat a l'illa de Creta, en la unitat perifèrica de Lassithi i en el municipi d'Àgios Nikólaos.
En aquest jaciment arqueològic, situat en un turó a 300 m d'altitud, s'ha trobat un assentament minoic que dominava la costa centreoccidental de la badia de Mirabello. Per la seua ubicació estratègica, s'ha suggerit que originàriament devia tenir una funció defensiva.
N'hi hagué un primer període d'ocupació en el període minoic mitjà IA-III (aproximadament entre 2160-1600 ae). L'absència de troballes significatives suggereix que l'assentament del turó fou abandonat en el minoic tardà I, tot i que s'han excavat àrees properes situades al costat de deus on sí que s'ha trobat material d'aquest període. Després tingué un altre període important d'ocupació des del final de l'edat del bronze o principis de l'edat del ferro fins al s. VII ae. En l'edat del ferro primerenc, en concret, s'ha considerat que l'assentament de Vrókastro devia ser el més important, tant en grandària com en durada, d'una sèrie d'assentaments del mateix període que hi havia situats a poca distància d'aquest.
Tenia dos barris principals, un a la part superior i l'altre a la de baix. Tenia un mur defensiu d'1 i 1,5 m de grossor. Una de les cambres, que estigué en ús fins a finals del s. VIII ae, es considera que tenia funció de santuari. A més de l'assentament també s'han excavat cementeris que pertanyen a diferents períodes.
El jaciment fou excavat per primera vegada entre 1910 i 1912 per Edith Hall. Després, Bàrbara Hayden ha dirigit un projecte per aprofundir en la seua recerca.